# Powstanie na Kubaniu 1932
Powstanie na Kubaniu 1932 (ros. Восстание на Кубани 1932) – zbrojne wystąpienie antysowieckie na Kubaniu pod koniec 1932 r.
Przygotowania do powstania rozpoczęły się wczesną jesienią 1932 r., kiedy sytuacja gospodarcza na Kubaniu stała się tak dramatyczna, że miejscowi chłopi i Kozacy zaczęli napadać na magazyny żywnościowe. W poł. października dotarła z Moskwy informacja, że władze zamierzają zebrać wszystkich młodych i skierować ich na północ. Pod koniec listopada 1932 r. w rejonie stanicy Tichoreckiej na Kubaniu wybuchło kozackie powstanie skierowane przeciw reżimowi sowieckiemu. W nocy została zdobyta stanica Tichoreckaja. W ciągu najbliższych dni rozszerzyło się na okoliczne obszary. Na czele powstańców stanęli kadrowi oficerowie kozaccy Armii Czerwonej. Ogłoszono komunikat, żeby wszyscy zdolni do noszenia broni przybyli do stanicy Tichoreckiej. Siły powstańcze składały się z 9 oddziałów różnej liczebności. Uzbrojenie zdobyto po opanowaniu 3 magazynów wojskowych. Do powstańców przyłączali się też żołnierze z miejscowych garnizonów. Część garnizonów bez oporu dała się rozbroić. Łączna liczebność sił powstańczych doszła do kilku tysięcy ludzi, z których ok. 6 tys. było uzbrojonych. Pierwsze oddziały wojskowe i czekistowskie skierowane przeciwko powstańcom były tak słabe, że zostały szybko rozbite. Powstańcy zdobyli 4 działa polowe, 11 karabinów maszynowych i kilkaset karabinów ręcznych z amunicją. W tej sytuacji władze posłały do walki oddziały z całego północnego Kaukazu i kursantów 2 szkół wojskowych, na czele których stanęła tzw. "trójka", przysłana specjalnie z Moskwy. Siły powstańcze okazywały silny opór. Po kilkunastu dniach ciężkich walk, podczas których użyto artylerii, czołgów i gazów bojowych, powstańcy zostali rozgromieni. Rozprawa z nimi rozpoczęła się natychmiast po zakończeniu walki. Wszyscy wzięci do niewoli zostali rozstrzelani. To samo dotyczyło wielu mieszkańców obszarów objętych powstaniem. Józef Stalin wydał rozkaz, aby wszyscy Kozacy w sile wieku zostali skierowani do łagrów. Ich liczba wyniosła ok. 18 tys. osób.